# Armaan
Pour plus de détails, voir Fiche technique et Distribution.
Armaan (अरमान) est un film de Bollywood réalisé par Honey Irani et sorti en Inde en 2003. C'est le premier film d'Honey Irani qui a également écrit le scénario avec l’aide de Javed Akhtar. Le rôle de Sonia Kapoor a d’abord été proposé à Tabu avant d’être attribué à Preity Zinta qui fut nommée aux Filmfare Awards 2004 dans la catégorie Meilleur acteur dans un rôle de méchant pour son interprétation de Sonia Kapoor.

## Synopsis
Le docteur Siddharth Sinha (Amitabh Bachchan) rêve de transformer son hôpital en grand complexe médical à la pointe de la technologie. Son fils adoptif, le docteur Akash Sinha (Anil Kapoor), neurochirurgien, travaille à l’hôpital et souhaiterait aider son père à accomplir son rêve. Akash reçoit dans son équipe, sur la décision de son père, la nouvelle anesthésiste, le docteur Neha Mathur (Gracy Singh). Les premières collaborations sont difficiles, mais les tensions se transforment bientôt en sentiments amoureux. Entre-temps, Akash fait la connaissance de Sonia Kapoor (Preity Zinta), la fille de Gulshan Kapoor, un des hommes d’affaires les plus riches de l’Inde, lors d’une réception mondaine. Sonia, capricieuse, égoïste et manipulatrice veut épouser Akash. Gulshan Kapoor, pour satisfaire les caprices de sa fille, propose une importante donation à Akash en échange du mariage avec sa fille. Akash va-t-il accepter ce marché et sauver l’hôpital de son père, l’œuvre de sa vie, ou rester fidèle à Neha pour laquelle il éprouve un amour grandissant ?

## Fiche technique
- Titre : Armaan
- Titre original : अरमान
- Langue : Hindî
- Réalisateur : Honey Irani
- Scénario : Honey Irani, Javed Akhtar
- Dialogues : Javed Akhtar
- Pays : Inde
- Musique : Shankar Mahadevan, Loy Mendonsa et Ehsaan Noorani
- Parloes : Javed Akhtar
- Producteur : Lawrence Har, Manohar
- Photographie : S. Ravi Verman
- Costumes : Arjun Bhasin
- Casting : Zoya Akhtar
- Durée : 150 minutes
- Sortie : 2003 (Inde)

## Distribution
- Amitabh Bachchan : Dr. Siddharth Sinha
- Anil Kapoor : Dr. Akash Sinha
- Preity Zinta : Sonia Kapoor
- Gracy Singh : Dr. Neha Mathur
- Aamir Bashir : Dr. Sanjay
- Randhir Kapoor : Gulshan Kapoor

## Chansons du film
Le film contient 6 chansons originales :
- Mere Dil Ka Tumse Hai - Chitra
- Tu Hi Bata Zindagi- Roop Kumar Rathod
- Aao Milke Gaayen Aisa Gaana - Mahalaxmi Iyer, Shankar Mahadevan, Udit Narayan
- Main Gaaon Tum Gao - Bhairavi Kumble, Mahalaxmi Iyer, Shaan, Udit Narayan
- Jaane Yeh Kya Ho Gaya - Alka Yagnik, Shankar Mahadevan
- Meri Zindagi Mein Aaye Ho - Sonu Nigam, Sunidhi Chauhan